# Tyrconnell (Königreich)

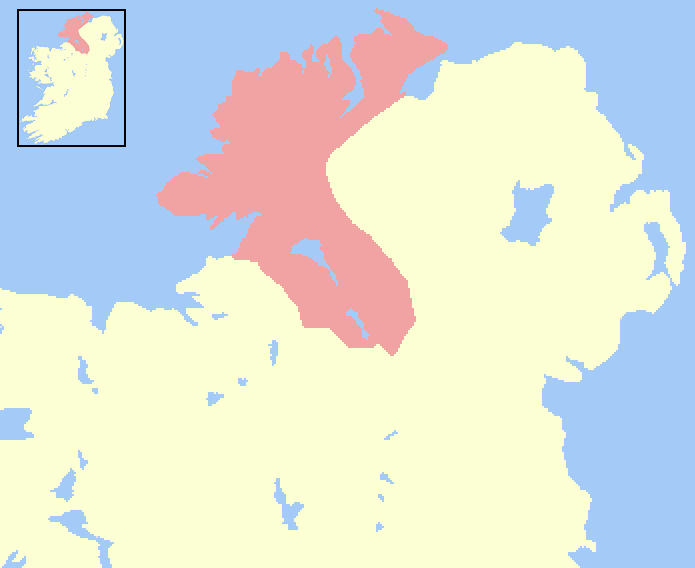
Tyrconnell zur Zeit seiner größten Ausdehnung in den 1450ern

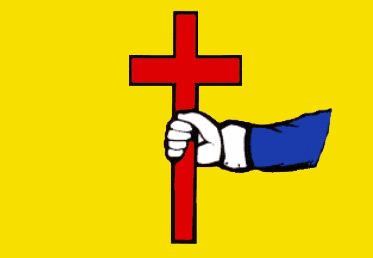
Flagge

Tyrconnell oder Tirconnell (irisch Tír Chonaill, „das Land Conalls“) war bis zum Jahre 1601 ein Königreich im Nordwesten Irlands. Es lag hauptsächlich in dem Gebiet des heutigen County Donegal, obwohl das Königreich und spätere Fürstentum Tyrconnell größer war und Geoffrey Keating zufolge mit der Baronie Carbury (Cairbre) im County Sligo, der Baronie Rosclogher (Dartrighe) im County Leitrim, den Baronien Magheraboy (Toorah oder Tuath Ratha) und Lurg (Firlurg) im County Fermanagh und kleineren Ländereien in den Counties Tyrone und Londonderry auch Teile anderer heutiger irischer und nordirischer Counties umfasste. In dieser Ausdehnung erreichte das Königreich ungefähr eine Größe zwischen der von Korsika (8,680 km2), Zypern (9,251 km2) und der des Libanons (10,452 km2).

## Geschichte
Tyrconnell wurde im fünften Jahrhundert n. Chr. von Conall Gulban, einem Sohn von Níall Noígíallach („Niall der neun Geiseln“), gegründet. Dessen Nachkommen, die Familie der O’Donell (irisch Ó Domhnaill), regierten das Königreich bis zur Flucht der Grafen im September 1607. Dieses Ereignis markierte des Ende des Königreichs Tyrconnell. Letztes Oberhaupt war Rudhraighe Ó Domhnail (Rory O’Donell), 1. Earl of Tyrconnell.
Obwohl die Herrschaft der O’Donells beendet ist, wird der Name O’Donell of Tyrconnell vom Herzog von Tetuan, einem spanischen Adelsgeschlecht, getragen. Der Erbtitel Seneschall von Tyrconnell (derzeit von einem O’Donell getragen, der bereits den Titel Ritter von Malta trägt) besteht unter dem Patronat des Lord High Steward of Ireland fort.
Der Begriff Tirconnell wird heute häufig als Synonym für das Gebiet des County Donegal (meist außer Inishowen) verwendet.